# Östra Stentjärnen, Dalsland
Östra Stentjärnen är en sjö i Bengtsfors kommun i Dalsland och ingår i Göta älvs huvudavrinningsområde.